# Werticilioza truskawki

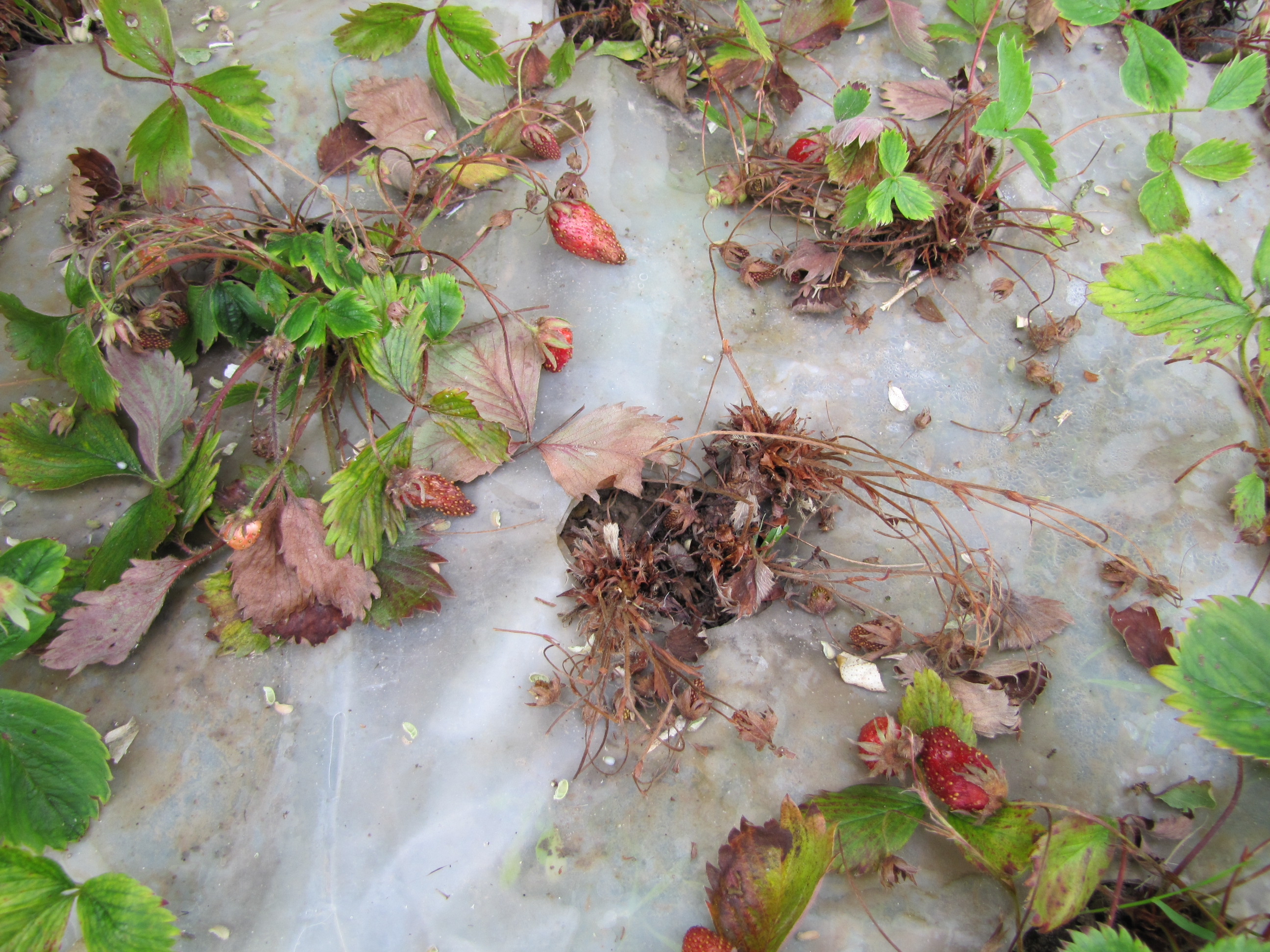
Truskawki porażone przez werticiliozę

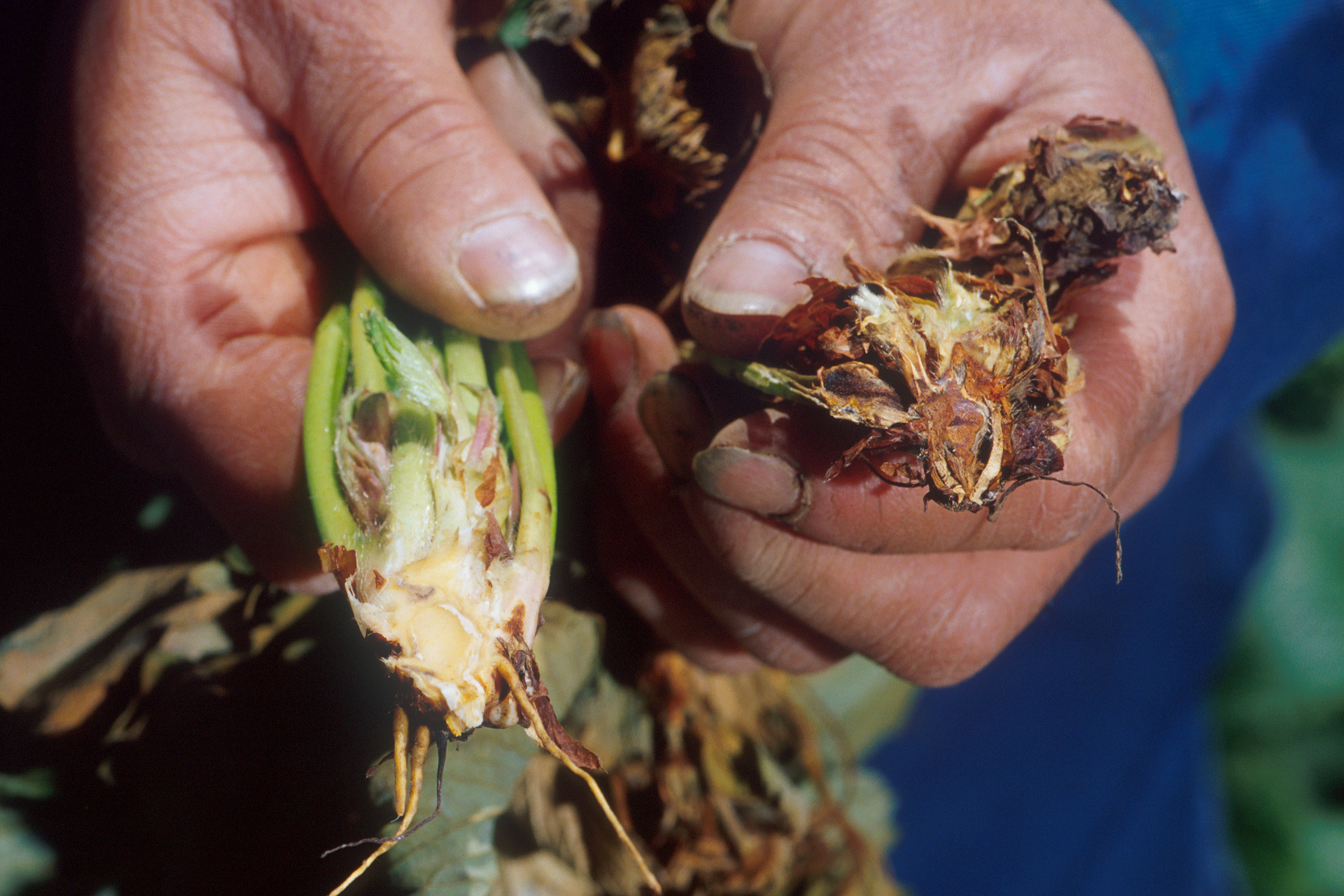
Zbrunatniałe korzenie i pędy porażonych truskawek

Werticilioza truskawki – choroba truskawki zaliczana do grupy werticilioz. Wywołana jest przez grzyba Verticillium dahliae.

## Występowanie i szkodliwość
Choroba ta ma mniejsze znaczenie na plantacjach truskawek przemysłowych, przeznaczonych do przetwórstwa, groźniejsza jest natomiast na plantacjach truskawek deserowych, przeznaczonych do bezpośredniego spożycia. Wynika to z faktu, że kultywary truskawek deserowych są bardziej podatne na tę chorobę. Szczególnie wrażliwe są kultywary: ‘Elsanta’, ‘Honoye’, ‘Kent’, ‘Syriusz’, nieco mniej ‘Marmolada’, ‘Elkat’ i ‘Vicoda’. Mimo większej podatności na werticiliozę, kultywary te uprawiane są ze względu na swoje lepsze własności smakowe. Ponieważ wzrasta zainteresowanie kupujących właśnie truskawkami deserowymi, większym problemem dla plantatorów stała się ochrona truskawki przed werticiliozą.

## Objawy
Patogen poraża system korzeniowy roślin. Rozwijające się w ich wiązkach przewodzących konidiofory i konidia patogenu powodują zatkanie wiązek, co skutkuje ograniczeniem przepływu wody z solami mineralnymi do pędu nadziemnego. Objawia się to więdnięciem i zamieraniem liści. Najpierw dotyczy to starszych liści, młodsze dłużej pozostają żywe, ale przestają rosnąć. W końcu porażone rośliny całkowicie obumierają. Drugim typowym objawem jest brunatnienie wiązek przewodzących. Na ich przekroju poprzecznym można zauważyć brunatne pierścienie, a na podłużnym brunatne wstęgi. Czasami (szczególnie na sadzonkach) patogen rozwija się także na nadziemnych częściach rośliny, co objawia się nekrotycznymi plamami.

## Epidemiologia
Patogen atakuje truskawki głównie w ich częściach podziemnych przez włośniki i rany. Jest to gatunek naturalnie występujący w przyrodzie i atakujący wiele dziko rosnących roślin i uprawnych. Do gleby na plantacji truskawek może się więc dostać z dziko rosnących roślin (np. chwastów), z roślin uprawnych, wraz z porażonymi sadzonkami, glebą zawleczoną z innych miejsc na narzędziach rolniczych czy wodą używaną do nawadniania. Gdy raz już znajdzie się w glebie, może w niej przetrwać wiele lat, tworzy bowiem przetrwalnikowe mikrosklerocja. Najlepszymi dla niego warunkami rozwoju są długotrwałe opady deszczu i ciepła pogoda (optymalna dla patogenu temperatura wynosi 21–25 °C).

## Ochrona
Werticilioza to groźna choroba, której zasadniczo nie da się leczyć, można tylko jej zapobiegać. Ogólne zasady zapobiegania werticiliozie to:
- sadzenie tylko zdrowych sadzonek,
- zanurzanie ich przed sadzeniem w roztworze fungicydu z grupy fungicydów benzimidazolowych
- porażone truskawki należy natychmiast z plantacji usunąć wraz z bryłą korzeniową i zniszczyć
- dobierać odmiany bardziej odporne na werticiliozę.